# Aire urbaine d'Orange
L'aire urbaine d'Orange est une ancienne aire urbaine française centrée sur la ville d'Orange. 174e plus peuplée de métropole en 1999, elle a été absorbée par l'agglomération d'Avignon au cours des années 2000 et intégrée par l'INSEE à l'unité urbaine d'Avignon en 2011.

## Caractéristiques
D'après la définition qu'en donne l'INSEE, l'aire urbaine d'Orange est composée de 3 communes, situées dans le Vaucluse. Ses 39 143 habitants font d'elle la 174e aire urbaine de France.
3 communes de l'aire urbaine sont des pôles urbains.
Le tableau suivant détaille la répartition de l'aire urbaine sur le département (les pourcentages s'entendent en proportion du département) :
| Département | Communes | Communes (%) | Superficie (km²) | Superficie (%) | Population (2008) | Population (%) |
| ----------- | -------- | ------------ | ---------------- | -------------- | ----------------- | -------------- |
| Vaucluse    | 3        | 2,0          | 130,85           | 3,7            | 39 143            | 7,5            |

## Communes
Voici la liste des communes françaises de l'aire urbaine d'Orange.
| Code INSEE | Commune    | Type        | Département | Superficie (km²) | Population (2008) | Densité (hab./km²) |
| ---------- | ---------- | ----------- | ----------- | ---------------- | ----------------- | ------------------ |
| 84039      | Courthézon | Pôle urbain | Vaucluse    | +0032,78         | +0 0005 307,      | +00162,            |
| 84056      | Jonquières | Pôle urbain | Vaucluse    | +0023,87         | +0 0004 309,      | +00181,            |
| 84087      | Orange     | Pôle urbain | Vaucluse    | +0074,2          | +00029 527,       | +00398,            |
|            | Total      |             |             | +0130,85         | +00039 143,       | +00299,            |